# Emil von Sauer
Emil George Conrad von Sauer, conocido simplemente como Emil von Sauer o Emil Sauer (Hamburgo, Alemania, 8 de octubre de 1862 – Viena, Austria, 27 de abril de 1942) fue un compositor, pianista, editor de partituras y profesor de piano alemán. Fue alumno de Franz Liszt y uno de los más destacados pianistas de su generación. 

## Biografía
Emil George Conrad von Sauer nació el 8 de octubre de 1862 en Hamburgo (Alemania) y estudió con Nikolái Rubinstein en el Conservatorio de Moscú entre 1879 y 1881. Durante una visita a Italia en 1884 conoció a la condesa Carolyne zu Sayn-Wittgenstein, quien fuera amante de Franz Liszt, y que lo recomendó con este. Se marchó a estudiar con él dos años, pero no se consideró a sí mismo como alumno de Liszt. En una entrevista de 1895, incluso lo negó: «No es correcto considerarme como alumno de Liszt, aunque permanecí con él unos meses. Él era muy mayor y no podía enseñarme mucho. Mi principal profesor ha sido, indudablemente, Nikolái Rubinstein». Sin embargo, en sus últimos años, Sauer reconoció la influencia de Liszt sobre sí mismo y su música en general.
Desde 1882 realizó frecuentes y exitosas giras como virtuoso pianista; sus carrera como intérprete duró hasta 1936. En 1901, fue designado director de la Meisterschule für Klavierspiel de la Academia de Viena, puesto que abandonó en abril de 1907 y al que volvió en 1915. Algunos de sus alumnos continuaron su exitosa carrera concertante o de otros tipos de música, incluyendo a Webster Aitken, Stefan Askenase, Frank Marshall, Robert Goldsand, Ignace Hilsberg, Maryla Jonas, Lubka Kolessa, Elly Ney, Ozan Marsh, Dario Raucea, Elfi von Dassanowsky, Isolde Ahlgrimm, Else Herold y Marie Aimée Varro.
Sauer estuvo casado en dos ocasiones. Angelica Morales (Sauer), su segunda esposa, continuó su legado como docente. Sauer tuvo dos hijos con Angelica, Julio y Franz.
Falleció en Viena el 27 de abril de 1942, a los 79 años.

## Técnica interpretativa

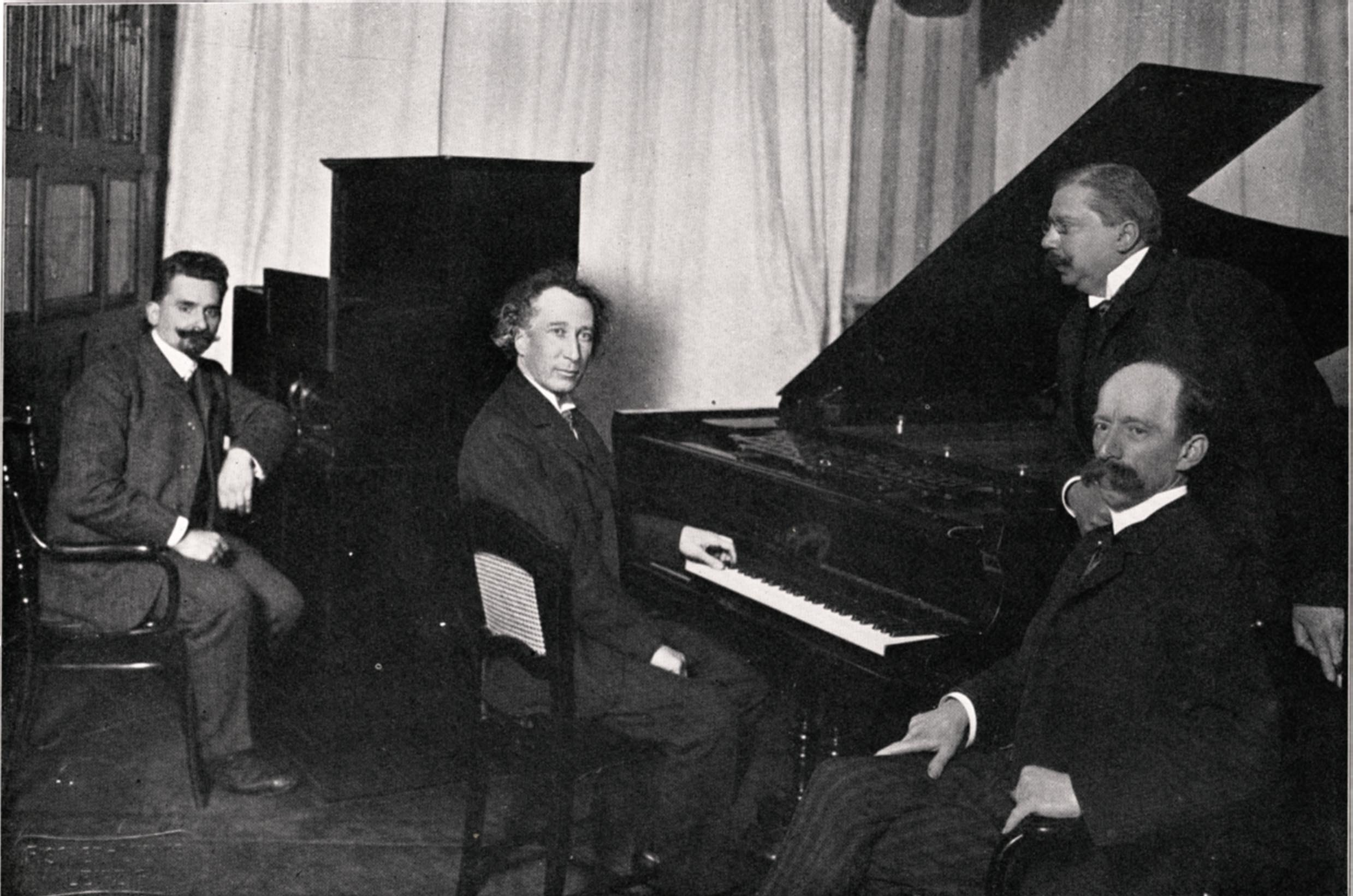
Emil von Sauer (al piano) el 25 de noviembre de 1905, grabando para Welte-Mignon en Leipzig.

Independientemente de su opinión inicial, Sauer fue considerado como destacado en el enfoque original de la técnica interpretativa de Liszt así como un fuerte enfoque romántico de la técnica musical que demandaba un dominio total del teclado en la que fue conocida como Escuela Liszt de piano. A diferencia de su compañero Moriz Rosenthal, que podía saturar el teclado con fuerza orquestal, se decía que Sauer acariciaba el piano de forma suave y brillante. Sus grabaciones muestran que fue un buen pianista, que se inclinó hacia ritmos relajados y exactitud de detalles sobre el temperamento. Mientras que en ocasiones su modo de interpretar pudo carecer de amplitud, siempre fue elegante y muy bien terminado. Josef Hofmann lo denominó «un verdadero virtuoso». Martin Krause, otro alumno de Liszt, dijo que era «el legítimo heredero de Liszt; tiene más de su encanto y genialidad que cualquier otro de sus alumnos».

## Obras
Junto con la edición de las obras completas para piano de Johannes Brahms y numerosas obras académicas de Pischna, Plaidy y Kullak, Sauer escribió conciertos y sonatas para piano, estudios de concierto, piezas para piano y lieder. Sus composiciones han sido consideradas de menor importancia. Sin embargo, Oleg Marshev grabó seis CD con su música de piano.

## Lista de grabaciones[7]
- Wolfgang Amadeus Mozart
  - Rondo Alla Turca de la Sonata K. 331
- Ludwig van Beethoven
  - Adagio Sostenuto de la Sonata "Claro de luna"
  - Adagio Cantabile de la Sonata "Pathétique", Op. 13
  - Marcha turca de "Ruins Of Athens" (arreglo de Rubinstein)
- Frederic Chopin
  - Waltz In F, Op. 34, N.º 3
  - Waltz In A-flat, Op. 42
  - Waltz In C-sharp Minor, Op. 64, N.º 2
  - Waltz In E Minor, Op. Posth
  - Berceuse In D-flat, Op. 57
  - Impromptu In A-flat, Op. 29
  - Fantasie-Impromptu, Op. 66
  - Etude In E, Op. 10, N.º 3
  - Etude In F Minor, Op. 25, N.º 2
  - Etude In C-sharp Minor, Op. 25, N.º 7
  - Etude In C Minor, Op. 25, N.º 12
  - Bolero
- Franz Schubert
  - Momento musical In A-flat, Op. 94, N.º 2
  - Momento musical In F Minor, Op. 94, N.º 3
- Franz Liszt
  - Mendelssohn / Liszt - On Wings Of Song
  - Rapsodia húngara N.º 12
  - Rapsodia húngara N.º 15
  - Liebestraum N.º 3 In A-flat
  - Consolation N.º 3 In D-flat
  - Gnomenreigen
  - Transcendental Etude N.º 9 "Ricordanza" en Fa menor
  - Paganini Etude N.º 3, "La Campanella"
  - Concierto para piano N.º 1 In E-flat
  - Concierto para piano N.º 2 In A
  - Valse Oubliée, N.º 2
- Felix Mendelssohn
  - Scherzo In E Minor, Op. 16, N.º 2
- Schumann
  - Carnaval, Op. 9
  - Concierto para piano en la menor, Op. 54
  - Fantasiestücke, Op. 12 N.º 7 "Traumes Wirren"
- Giovanni Sgambati
  - Vecchio Minuetto
- Emil Von Sauer
  - Concierto para piano en la menor
  - Konzert-Polka
  - Sonata N.º 1
  - Concert Etude N.º 5
  - Concert Etude N.º 7
  - Echo Aus Wein
  - Konzertpolka
  - Galop de Concert
- Johann Strauss
  - An Der Schönen Blauen Donau